# Mustafa Demir
Mustafa Demir török politikus, parlamenti képviselő, miniszter (Şalpazarı, 1961. január 18. – 2025. augusztus 6.) Recep Tayyip Erdoğan kormányában közmunka- és lakásügyi miniszter 2009. május 1. és 2011. július 6. között, valamint alapítója és egykori elnöke az AKP Samsun tartományi szervezetének.

## Életrajz
A Fekete-tengeri régióban született Şalpazarı településen Trabzon tartományban egy 9 gyermekes családba. Apja, Hüseyin Demir (beceneve Bakirci Hüseyin) egy híres rézműves volt.
1979-ben érettségizett, majd a Fekete-tengeri Műszaki Egyetemen építészként szerzett diplomát. Ezt követően réz- és alumíniumtányérok, konyhai termékek gyártásával, nagykereskedelmével foglalkozott, majd építési vállalkozóként, építészként tevékenykedett. 1991-től tartós fogyasztási cikkekkel kereskedett.
2001. szeptember 29-én megalapította az AKP Samsun tartományi szervezetét, 2002-ben a parlamenti választásokon a parlament tagja lett, majd 2007-ben és 2011-ben is újraválasztották. 2002–2009 között a török parlament Közmunkaügyi, Közlekedési és Idegenforgalmi Bizottságának volt az elnöke.

## Magánélete
Nős, öt gyermeke van.

## Fordítás
- Ez a szócikk részben vagy egészben  a   Mustafa Demir című török Wikipédia-szócikk fordításán alapul.  Az eredeti cikk szerkesztőit annak laptörténete sorolja fel. Ez a jelzés csupán a megfogalmazás eredetét és a szerzői jogokat jelzi, nem szolgál a cikkben szereplő információk forrásmegjelöléseként.
- Ez a szócikk részben vagy egészben  a   Mustafa Demir című angol Wikipédia-szócikk fordításán alapul.  Az eredeti cikk szerkesztőit annak laptörténete sorolja fel. Ez a jelzés csupán a megfogalmazás eredetét és a szerzői jogokat jelzi, nem szolgál a cikkben szereplő információk forrásmegjelöléseként.